# Vasili Gontsjarov
Vasili Michajlovitsj Gontsjarov (Russisch: Василий Михайлович Гончаров) (Voronezj, 1861 – Moskou, 23 augustus 1915) was een Russisch filmregisseur en scenarioschrijver.

## Filmografie
- 1906: Drama v Moskve (Драма в Москве)
- 1909: Pesn pro koeptsa Kalasjnikova (Песнь про купца Калашникова)
- 1909: Roesskaja svadba XVI stoletija (Русская свадьба XVI столетия)
- 1909: Vij (Вий)
- 1909: Smert Ioanna Groznogo (Смерть Иоанна Грозного)
- 1909: Oechar-koepets (Ухарь-купец)
- 1909: Tsjarodejka (Чародейка)
- 1910: V polnotsj na kladbisjtsje (В полночь на кладбище)
- 1910: Zjizn i smert Poesjkina (Жизнь и смерть Пушкина)
- 1910: Korobejniki (Коробейники)
- 1910: Pjotr Velikij (Пётр Великий)
- 1910: Roesalka (Русалка)
- 1911: Jevgeni Onegin (Евгений Онегин)
- 1911: Oborona Sevastopolja (Оборона Севастополя)
- 1912: 1812 god (1812 год)

- Bibliothèque nationale de France: cb14681566z (data)
- Gemeinsame Normdatei: 1089840217
- International Standard Name Identifier: 0000 0000 0888 4518
- Library of Congress Control Number: no2012051765
- Nationale Bibliotheek van Israël: 987007460267505171
- Système universitaire de documentation: 186092741
- Virtual International Authority File: 2733189
- WorldCat: E39PBJdM8MxMH9QXYXgM9pQ6rq